# Rudolf Heß
Rudolf Walter Richard Heß (pisownia alternatywna: Hess; wymowa niemiecka [hɛs]; ur. 26 kwietnia 1894 w Aleksandrii, zm. 17 sierpnia 1987 w Berlinie Zachodnim) – niemiecki wojskowy, działacz partyjny i bojówkarz, Reichsleiter, Zastępca Wodza i minister bez teki (1933–1941), nominalnie trzecia (po Hitlerze i Göringu) persona w III Rzeszy w latach 1933–1941. Weteran-ochotnik I wojny światowej o silnie nacjonalistycznych przekonaniach, wstrząśnięty klęską Niemiec został wczesnym członkiem NSDAP. Po poznaniu Adolfa Hitlera stał się jednym z jego najbliższych współpracowników i najwierniejszych towarzyszy, pomagał mu budować pozycję w partii i rozszerzać jej wpływy. Uczestnik puczu monachijskiego, po jego klęsce dobrowolnie poszedł za Hitlerem do więzienia, gdzie został jego prywatnym sekretarzem i pomagał tworzyć manifest Mein Kampf. Po dojściu nazistów do władzy nie zajął jednak znaczących urzędów poza funkcją Zastępcy Wodza, prędko jednak zmarginalizował go jego własny, ambitny zastępca Martin Bormann. Sfrustrowany Heß postanowił wykazać się i zapobiec dalszej wojnie z Wielką Brytanią, której był przeciwny. W 1941 roku samowolnie podjął w sekrecie samotny lot do Anglii, by negocjować zawieszenie broni. Został jednak aresztowany, sam Hitler uznał go za zdrajcę, oficjalna propaganda ogłosiła go szaleńcem. Heßa pozbawiono wszelkich funkcji, przejął je Bormann, który urósł do rangi szarej eminencji III Rzeszy. Heß, jako jeden z głównych przywódców nazistowskich skazany w procesach norymberskich na dożywocie. Nigdy nie wyrzekł się nazistowskich poglądów, w niewoli spędził więc czterdzieści sześć lat, aż wreszcie jako starzec powiesił się w 1987 roku. Jego wyprawa oraz późniejszy los uczyniły go męczennikiem neonazistów.

## Życiorys

### Wczesne lata
Urodził się w 1894 roku w Aleksandrii, w Egipcie, ówcześnie na terytorium Imperium Osmańskiego. Był najstarszym synem niemieckiego kupca Fritza Heßa i jego żony Klary. Miał dwoje rodzeństwa, brata Alfreda (ur. 1897) i siostrę Margarete (ur. 1908). Mieszkał z rodziną w wygodnej, otoczonej bujnym ogrodem trzypiętrowej willi w Ibrahimijji, wschodnim przedmieściu Aleksandrii. Ojciec chciał, by młody Heß w przyszłości przejął rodzinną firmę. Wykształcenie zdobył w Egipcie, Niemczech i Szwajcarii. Mały Rudolf uczęszczał w latach 1900–1906 do niemieckiej szkoły protestanckiej w Aleksandrii, następnie dla braci Heß został wynajęty prywatny egipski guwerner. Wśród Niemców żyjących za granicą był rozpowszechniony skrajny nacjonalizm, „bardziej niemiecki” od krajowego. Heß już od wczesnych lat przejawiał patriotyzm wobec odległej ojczyzny. Rodzina Heßów spędzała każde lato w Niemczech, w swojej willi. Od wieku czternastu lat Heß chodził do ewangelickiej szkoły w niemieckim Bad Godesberg, gdzie uczył się matematyki i przedmiotów przyrodniczych. Po uzyskaniu małej matury uzupełniał swoje wykształcenie uczęszczając przez rok do École Supérieure de Commerce w szwajcarskim Neuchâtel. Po ukończeniu szkoły w 1912 roku pracował jako kupiecki praktykant w Hamburgu.
W sierpniu 1914, wbrew woli ojca, jako ochotnik zgłosił się do armii niemieckiej. I wojnę światową potraktował jako cudowną przygodę. Uczestniczył w bitwie pod Ypres jako szeregowy 7 Bawarskiego Pułku Artylerii Polowej, gdzie za waleczność zdobył Krzyż Żelazny II klasy. 15 kwietnia 1915 został awansowany do stopnia starszego szeregowego, 21 maja 1915 do stopnia kaprala, 26 października 1915 do stopnia plutonowego. Wziął udział w bitwie pod Verdun, gdzie 12 czerwca 1916 został ranny w ramię i dłoń, a 25 grudnia 1916 awansował na sierżanta. W Boże Narodzenie 1916 roku został przeniesiony do 18. Bawarskiego Rezerwowego Pułku Piechoty i mianowany dowódcą plutonu 10 kompanii. 23 lipca 1917 roku został trafiony odłamkiem pocisku artyleryjskiego, a 8 sierpnia otrzymał poważny postrzał w trakcie szturmowania wzgórza w rumuńskich Karpatach. Następne miesiące spędził na leczeniu w szpitalach. 8 października 1917 awansował na podporucznika. W marcu 1918 po przejściu testów kwalifikacyjnych rozpoczął szkolenie na pilota, a w październiku oficjalnie wstąpił do Jagdstaffel 35B, bawarskiej eskadry myśliwców stacjonujących w Givry w Ardenach. Nie zdążył już zestrzelić żadnego samolotu, bo skończyła się wojna. Swój udział w I wojnie światowej zakończył w stopniu porucznika. 13 grudnia 1918 został zdemobilizowany.

### Po I wojnie światowej
Po wojnie eskadra myśliwców Heßa, podobnie jak większość innych jednostek lotnictwa Niemiec, została rozwiązana (w podobnej sytuacji znalazł się również Göring). Upadek Cesarstwa Niemieckiego odebrał jako katastrofę narodową. Droga powrotna do Egiptu, administrowanego teraz przez Brytyjczyków, została zamknięta. Jego ojciec z trudem odbudowywał tam firmę.
W kwietniu 1919, w trakcie rewolucji listopadowej, została na krótko utworzona socjalistyczna Bawarska Republika Rad. Ponieważ większość jej kierownictwa było pochodzenia żydowskiego, wywołało to w narodzie niemieckim skojarzenia, że bolszewizm i judaizm były zasadniczo tym samym. W niedalekiej przyszłości miało to skutkować w Niemczech upowszechnieniem silnych postaw antysemickich, które dodatkowo wzmacniała legenda o ciosie w plecy. W Bawarii, tradycyjnie konserwatywnej części Niemiec i drugim co do wielkości kraju związkowym Niemiec (po Prusach) również mieszkali ludzie, którzy mieli już niedługo stanowić trzon kierownictwa ruchu narodowosocjalistycznego: Adolf Hitler, Ernst Röhm, Hermann Göring i Heinrich Himmler. Heß, jak sam przyznał, zanim osobiście poznał Hitlera był zagorzałym antysemitą i wierzył w „światowy spisek Żydów”.

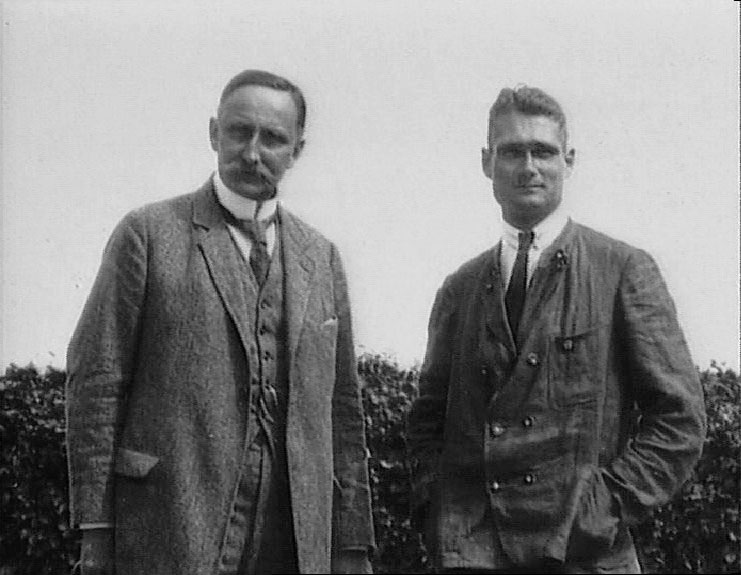
Karl Haushofer i Heß, ok. 1920

Od 1919 roku Heß mieszkał w Monachium, gdzie w 1920 roku rozpoczął studia na wydziale nauk politycznych (byli żołnierze zostali po wojnie zwolnieni z egzaminów wstępnych na niemieckie uniwersytety). Pracował jako przedstawiciel handlowy firmy meblarskiej, by zarobić na studia. Niezadowolony z podpisania traktatu wersalskiego wstąpił w lutym 1919 do antysemickiego Towarzystwa Thule. Stał się wytrawnym bojówkarzem. W międzyczasie wstąpił do Freikorpsu i uczęszczał na wykłady z ekonomii i historii na Uniwersytecie Monachijskim, gdzie poznał profesora Karla Haushofera. Od 7 maja do 15 października 1919 figurował na liście żołdu 5. kompanii alarmowej Korpusu Ochotniczego Eppa. 30 kwietnia 1920 oficjalnie wystąpił z Reichswehry. W czerwcu 1920 został członkiem NSDAP (legitymacja nr 1600). W listopadzie 1921 zaprosił Hitlera, żeby wygłosił przemówienie na uniwersytecie. Jako jeden z pierwszych wstąpił w 1922 roku do Sturmabteilung (SA), czyli Oddziałów Szturmowych, jak nazywano bojówki partii. Z wielkim zaangażowaniem wziął udział w nieudanym puczu monachijskim 8 i 9 listopada 1923, kiedy uzbrojony wkroczył razem z Hitlerem do monachijskiej piwiarni Bürgerbräukeller. Zadaniem Heßa było uwięzienie obecnych tam premiera rządu bawarskiego oraz kilku jego ministrów i wywiezienie ich samochodem do upatrzonego domu. Następnie w górach, w pobliżu Tegernsee, przetrzymywał i pilnował jako zakładników dwóch ministrów bawarskiego rządu, nieprzychylnych nazistom. Kiedy 9 listopada dotarła wiadomość o rozgromieniu przewrotu zwolnił ministrów, a sam przedostał się przez granicę austriacką i uniknął aresztowania. Gdy 1 kwietnia 1924 zapadły bardzo niskie wyroki dla puczystów, wraz z dobrymi warunkami ich odbywania, Heß postanowił oddać się w ręce wymiaru sprawiedliwości. W maju 1924 oddał się dobrowolnie w ręce władz i został aresztowany. Otrzymał wyrok osiemnastu miesięcy pozbawienia wolności, z przewidywanym zawieszeniem pięciu szóstych kary. Wspólnie z Hitlerem przebywał w twierdzy Landsberg, a od końca lutego 1925 był jego osobistym sekretarzem (z miesięczną pensją 300 marek) i z tą chwilą polityka stała się ostatecznie jego zawodem. Przeszli z Hitlerem na zwracanie się po imieniu (co było bardzo rzadkie w kontaktach Hitlera), jednak Heß ukrywał to przed opinią publiczną. W tym czasie wniósł znaczny wkład w powstanie książki Hitlera Mein Kampf. Opuścił zakład karny 1 stycznia 1925, dwanaście dni po Hitlerze. Wspólny pobyt z Hitlerem w więzieniu umocnił więzi ich łączące. Gdy w lutym 1925 została reaktywowana NSDAP, Heß otrzymał legitymację członkowską nr 16. Studiów nie ukończył.
Ze względu na swój charakter, Heß wolał nie występować publicznie i raczej działać na „zapleczu” partii. Aż do 1928 roku, do powrotu na niemiecką scenę polityczną Göringa, Hitler polegał na Heßie w bezpośrednich kontaktach wymagających towarzyskiej ogłady lub wyrafinowania. W 1928 roku Heß, działając za pośrednictwem bankiera i przemysłowca Fritza Thyssena, zdobył fundusze na zakup pałacu w Monachium, który stał się siedzibą partii (Brunatny Dom). Hitler uważał Heßa za całkowicie lojalnego i dlatego powierzył mu kontrolę nad partią. Heß stał się nieodłącznym towarzyszem Hitlera. W końcu Hitler namówił Heßa do zawarcia w 1927 roku związku małżeńskiego, aby położyć kres pogłoskom o jego homoseksualizmie. Heß organizował wystąpienia publiczne Hitlera i pracował z nim nad przemówieniami. Sensem życia Heßa stało się przebywanie u boku Hitlera i praca na rzecz ruchu hitlerowskiego. Monachium zostało oficjalnie ogłoszone „stolicą ruchu” i pozostało głównym miejscem pracy Heßa. Heß wyspecjalizował się między innymi w zbieraniu hojnych dotacji dla partii, co umożliwiło znaczną intensyfikację kampanii wyborczej.
W maju 1927 amerykański lotnik Charles Lindbergh dokonał pierwszego w dziejach samotnego przelotu przez Atlantyk, lecąc bez międzylądowania ze Stanów Zjednoczonych do Paryża. Heß chciał dokonać podobnego wyczynu, jednak lecąc w trudniejszym, przeciwnym kierunku (przeciwne wiatry). Jego marzenie nie spełniło się z powodu braku finansowania takiego lotu. 4 kwietnia 1929 Heß uzyskał licencję pilota cywilnego. W lipcu 1930 stał się właścicielem lekkiego, dwumiejscowego jednopłatowca BFW M23b, który otrzymał w prezencie od partyjnej nazistowskiej gazety Völkischer Beobachter. M.in. używając samolotu zakłócał mityngi polityczne konkurencji, przelatując nisko nad ziemią.
W 1930 roku został przewodniczącym Centralnej Komisji Politycznej NSDAP. W 1932 roku oddał stanowisko sekretarza Hitlera, w grudniu 1932 został delegatem do Reichstagu, a od 21 kwietnia 1933 był zastępcą führera w NSDAP:

Mianuję członka partii Rudolfa Hessa moim zastępcą, upoważniając go do podejmowania decyzji w moim imieniu we wszystkich sprawach dotyczących przewodzenia partii.

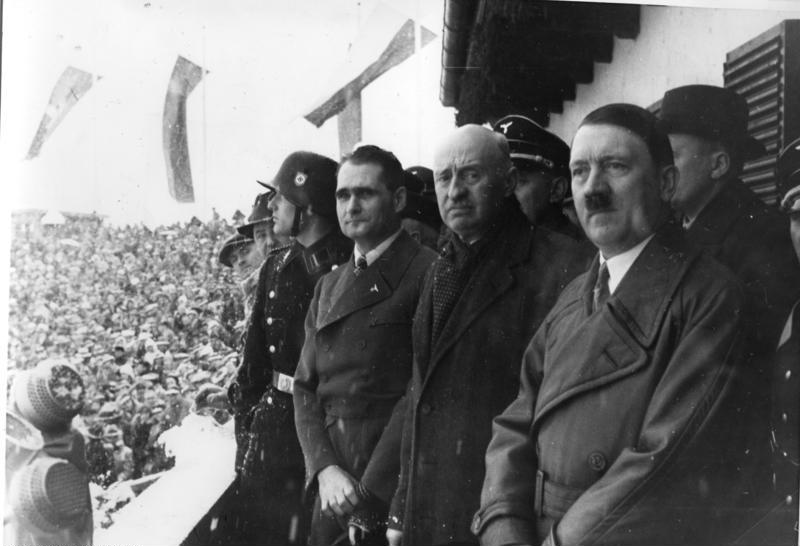
Heß i Adolf Hitler, 1936

Od tego okresu Heß przestał być osobą anonimową publicznie. 1 grudnia 1933 wszedł w skład rządu Adolfa Hitlera jako minister bez teki. Był także w tym okresie przewodniczącym Komitetu doradczego nazistowskiej organizacji Bund Deutscher Osten. Po nocy długich noży z 29 na 30 czerwca 1934 SA zostały zastąpione przez Schutzstaffel (SS), a Heß został przez Hitlera mianowany Obergruppenführerem, czyli generałem tej nowej formacji. Heß zaczął stanowić centralną postać reżimu hitlerowskiego; jego żarliwe oddziaływanie na masy było ogromne. Stał się arcykapłanem kultu führera. Rola zastępcy ewoluowała do reprezentowania reżimu na zewnątrz.
We wrześniu 1935 Heß wydał zarządzenie, w myśl którego wszystkie partyjne agencje informowały Gestapo o osobach, które krytykowały NSDAP. Jako minister w tym samym miesiącu podpisał antysemickie ustawy norymberskie. W 1937 roku został patronem Dwunastego Międzynarodowego Kongresu Homeopatów w Berlinie i założył Akademię Nowoczesnej Medycyny Niemieckiej Rudolfa Heßa z siedzibą w Dreźnie. Angażował się w politykę restrykcyjną wobec Żydów. W maju 1938 podpisał dekrety pozbawiające Żydów prawa do sprawowania urzędów państwowych i głosowania. W lipcu 1938, na podstawie wydanego przez Heßa zarządzenia, lekarzom żydowskim zostało zabrane prawo wykonywania zawodu.

### Wybuch II wojny światowej
1 września 1939 Hitler ogłosił, że w razie jego śmierci jego następcą będzie Hermann Göring, a następcą Göringa zostanie Heß. Ponadto Heß był członkiem ministerialnej Rady Obrony Rzeszy. Był w nieformalnej frakcji wśród najbliższych współpracowników Hitlera, która optowała za pokojem na Zachodzie. Twierdził, że bolszewizm miał zamiar wtrącić Europę w chaos i wojnę, by móc ustanowić własne panowanie nad wszystkimi narodami kontynentu. Proponował m.in. wprowadzenie kary chłosty dla Żydów na terenie okupowanej Polski.
Jego ambitnym zastępcą i najbardziej zaufanym współpracownikiem był sprytny Martin Bormann, który zaczął zdobywać coraz większe wpływy i w końcu odsunął Heßa w cień. Heß zaczął myśleć nad dokonaniem jakiegoś spektakularnego wyczynu, którym przypomniałby o sobie.

### Geneza lotu do Wielkiej Brytanii

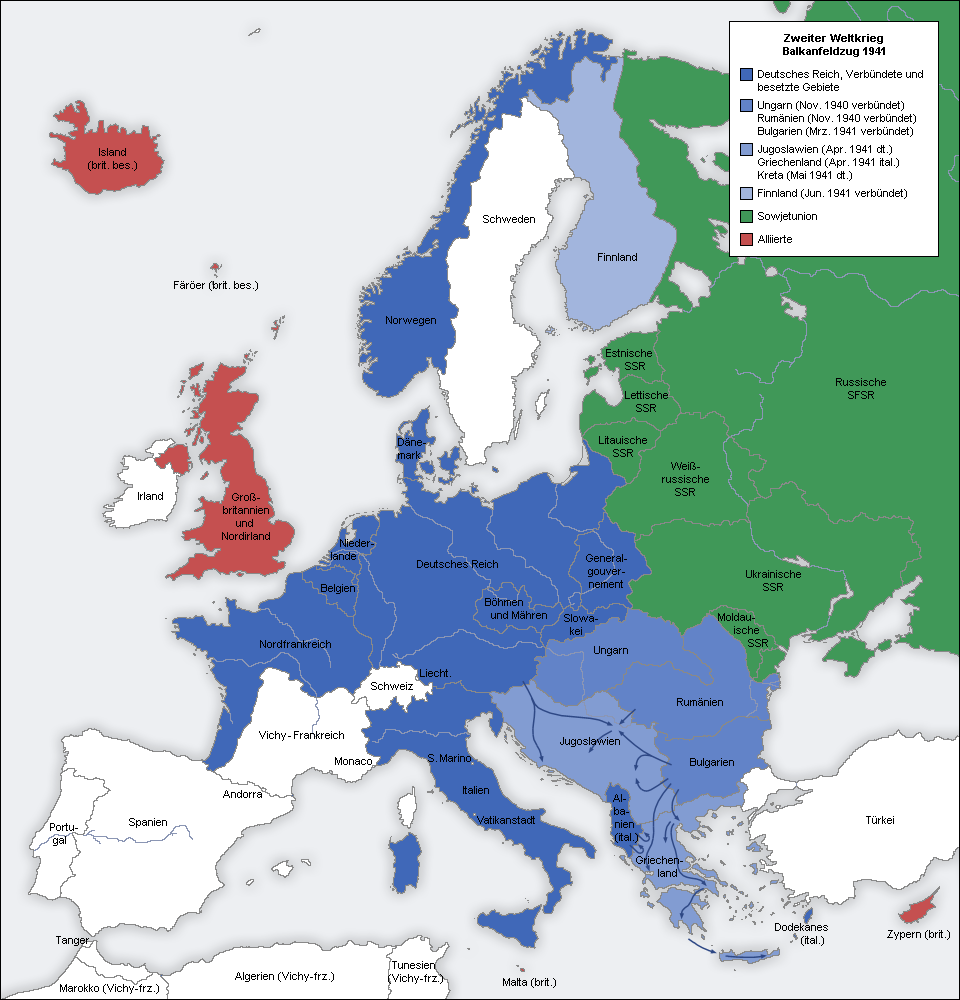
Europa w 1941 roku

Pod koniec lipca 1940 Hitler wezwał Heßa, chcąc przedstawić mu swoje „życzenia”. Zakomunikował mu, że nie chce walczyć z Wielką Brytanią. Hitler wyznaczył Heßowi zadanie zbadania sposobów pozbycia się Winstona Churchilla i powiedział do niego: Co ja mam zrobić? Czy muszę osobiście tam pojechać, żeby z nim porozmawiać?. 31 sierpnia Heß spotkał się z profesorem Karlem Haushoferem i rozmawiał z nim o tym, jak skontaktować się z „partią pokojową”. 8 września spotkał się w swoim biurze z synem profesora Haushofera Albrechtem, który powiedział Heßowi, że nikt wpływowy w Wielkiej Brytanii nie będzie uważał traktatu z Hitlerem za coś innego, niż „bezwartościowy świstek”.
W październiku 1940 zaczął się szkolić pod kierunkiem naczelnego pilota testowego fabryki, produkującej samoloty Williego Stoera. Po przeszkoleniu załatwił sobie własny samolot, model Bf 110E-1/N, o kodzie wywoławczym VJ+OQ i wyposażył go w dwa ogromne odrzucane zbiorniki, mieszczące po 900 litrów paliwa, oraz w kompas radiowy. Jesienią zaczął uczyć się angielskich słówek.
Pierwszy lot w sprawie pokoju z Wielką Brytanią i niedopuszczenia do wojny na dwa fronty odbył 21 grudnia 1940, prawdopodobnie do Berna, gdzie mógł spotkać się z Samuelem Hoare – brytyjskim przeciwnikiem prowadzenia wojny. Drugi lot w tej samej sprawie odbył 18 stycznia 1941.
4 maja 1941 Hitler po wygłoszonym przemówieniu w Reichstagu usiadł obok Heßa i wtedy widzieli się po raz ostatni. Heß przygotowywał się do swojego wyczynu lotniczego i negocjacji, które – jak naiwnie wierzył – przywrócą mu należną pozycję ulubionego stronnika führera. Potem wróciłby do Niemiec, przywożąc na tacy pokój z Wielką Brytanią. Wykazał się przy tym nieznajomością angielskiego systemu politycznego. Uważał, że brytyjski monarcha był samodzielny i niezależny w zatwierdzaniu decyzji dotyczących kraju.
Istnieje teoria, według której Heß wykonywał tajną misję powierzoną mu przez Hitlera, a gdy lot zakończył się klęską, Hitler odciął się od całej sprawy.

### Lot do Wielkiej Brytanii
Polecił swojej sekretarce dzwonić codziennie do pracowników Centralnego Zespołu Meteorologicznego celem monitorowania pogody nad Morzem Północnym. Astrolog określił na dzień 10 maja korzystny układ gwiazd. Heß spakował banknoty, wizytówki doktora Albrechta Haushofera i profesora Karla Haushofera, aparat fotograficzny Leica, małą latarkę elektryczną, żyletkę i strzykawkę wysterylizowaną alkoholem. Zabrał również lekarstwa, które znajdowały się w małych blaszanych kasetkach, pudełkach, tubkach i butelkach. Przed wejściem do samolotu wręczył swojemu asystentowi Karlheinzowi Pintschowi kopertę z czterema listami: do Hitlera, Ilse Heß, Willy’ego Messerschmitta i Helmuta Kadena, którego przeprosił za zabranie kombinezonu, ponieważ jego był w naprawie. 10 maja 1941 o 17:45 niemieckiego czasu letniego wystartował samotnie samolotem Messerschmitt 110 z Augsburga i poleciał do Wielkiej Brytanii. Odległość do celu wynosiła około 1300 km w linii prostej.

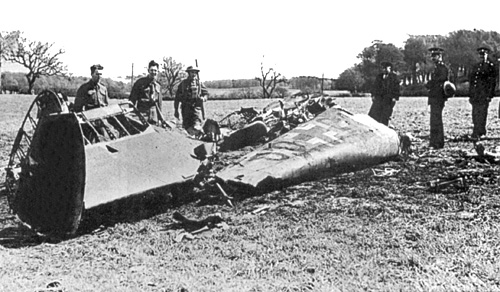
Wrak samolotu Heßa, Szkocja, 1941

Jego celem było dotarcie do pilota RAF-u, księcia Hamiltona. Leciał nisko, by nie zostać namierzonym przez radary. Zorientował się, że nad terytorium brytyjskim został wykryty, jednak nie wiadomo dlaczego nie został zestrzelony. Opuścił samolot na spadochronie i były to ostatnie chwile jego życia na wolności. Wylądował w pobliżu Floors Farm, szesnaście kilometrów od centrum Glasgow w Szkocji. Został znaleziony przez rolnika Davida McLeana, który zaprowadził go do swojego gospodarstwa. Zabrali go stamtąd funkcjonariusze Gwardii Krajowej, a podczas przesłuchania przedstawił się jako kapitan Alfred Horn (funkcję tłumacza pełnił wówczas pracownik konsulatu RP w Glasgow, Roman Battaglia). Domagał się spotkania z księciem Hamiltonem, którego postawił w niezręcznej sytuacji, ponieważ na księcia mogły paść podejrzenia o kontakty i sympatyzowanie z nazistami. Dodatkowo Heß żądał spotkania z królem i zdymisjonowania Churchilla dla pokoju. Istniała obawa, że uwięziony Heß zdradzi plan zbliżającego się niemieckiego ataku na ZSRR (został mu podany środek pobudzający mówienie). W Moskwie „wizyta” Heßa wywołała głębokie zaniepokojenie, podszyte nieufnością. Stalin uważał, że Heßa ściągnęły brytyjskie tajne służby, by Churchill nakłonił Hitlera do zaatakowania ZSRR.
16 maja Heß pod zbrojną eskortą pojechał do Londynu, gdzie spędził 4 dni w londyńskim więzieniu Tower, a 20 maja został przewieziony ambulansem do posiadłości Mytchett Place. 26 czerwca 1941 przewieziono go z posiadłości Mytchett Place do Wojennego Szpitala Urazowego (Maindiff Court) dla rannego personelu wojskowego. Został potraktowany jako jeniec wojenny i zakwaterowany w willi, w której zostały specjalnie zainstalowane podsłuchy. 16 czerwca 1941 Heß w akcie desperacji rzucił się z pierwszego piętra klatki schodowej willi. Jedynie jednak złamał nogę, ponieważ skoczył na nogi. Został poddany badaniom lekarzy psychiatrów i umieszczony do końca wojny w szpitalu psychiatrycznym. Wiedział już, że cały jego wysiłek był daremny, a lot zakończył jego karierę polityczną. Dokumenty dotyczące pobytu Heßa na terenie Wielkiej Brytanii, w tym rozmów z Brytyjczykami, zostały utajnione przez Brytyjczyków na 75 lat, do 2016 roku. Możliwe, że Heß celowo udawał niezrównoważonego psychicznie, ponieważ na mocy ustaleń konwencji genewskiej jako psychicznie chory musiałby zostać odesłany do Niemiec. Po zakończeniu wojny resztki wraku samolotu Heßa zostały umieszczone w muzeum.
Nawiązywanie kontaktów z wrogiem bez wiedzy Hitlera było uznawane za zdradę stanu. Niemcy podali w oficjalnym komunikacie, że Heß poleciał w odruchu szaleństwa, że od jakiegoś czasu stan jego zdrowia był zły i cierpiał na zaburzenia halucynacyjne. Naziści podejrzewali, że do dziwnego lotu skłonił Heßa astrolog, dlatego wielu z nich zostało następnie umieszczonych w obozach koncentracyjnych. 12 maja 1941 Hitler formalnie przemianował urząd Zastępcy Führera na Kancelarię Partii, na czele której stanął Martin Bormann. Nazwisko Heßa, jego fotografie i cytaty jego przemówień znajdowały się w wielu niemieckich czasopismach, drukach i książkach. Zostały wydane zarządzenia usuwania ich. Pojawienie się Heßa na ziemi brytyjskiej było ówcześnie dużym wydarzeniem; w trakcie wojny polityk bez uprzedzenia udał się do kraju przeciwnika. Hitler twierdził, że jeśli Heß wróci do Niemiec powinien zostać uśmiercony lub umieszczony w szpitalu psychiatrycznym.

### Proces norymberski

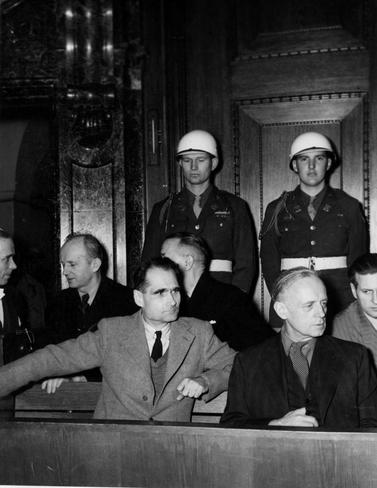
Heß na ławie oskarżonych, 1946

Państwa Osi zostały pokonane przez aliantów i zakończyła się II wojna światowa. Heß łudził się, że będzie potrzebny i zostanie zwolniony. Planował życie w nowych Niemczech. Wieczorem 10 października 1945 został przywieziony do Norymbergi, gdzie wraz z innymi nazistowskimi funkcjonariuszami wysokiej rangi miał zostać osądzony za zbrodnie wojenne przez Międzynarodowy Trybunał Wojskowy. 16 listopada Heßa skonfrontowano z jego dwiema byłymi sekretarkami: Ingeborg Speer i Hildegard Fath, ale nie przyznał się, że je zna. Kiedy przedstawiono mu dawnych towarzyszy, takich jak Göring, również ich nie rozpoznał. Podczas procesu wielokrotnie odpowiadał na pytania słowami: Nie wiem. Nie mogę sobie przypomnieć. Wielu psychiatrów próbowało dojść do tego, co się dzieje w jego umyśle. Wśród testów psychiatrycznych, którym poddano Heßa, znalazł się test plam atramentowych Rorschacha. Pokazywano oskarżonemu kroniki filmowe przedstawiające go wraz z innymi przywódcami nazistowskimi, a przy niektórych scenach jego ręce napinały się w widoczny sposób. W celu zbadania Heßa postanowiono skompletować trzyosobowe zespoły z czterech zwycięskich państw: Wielkiej Brytanii, Stanów Zjednoczonych, Związku Radzieckiego i Francji, w skład których miał wchodzić psycholog, lekarz i neurolog. 14 listopada połączona grupa ekspertów przeprowadziła wspólną rozmowę z Heßem. 30 listopada 1945 Trybunał Norymberski rozważał, czy Rudolf Heß jest zdolny stanąć przed sądem. Oskarżenie raportami medycznymi utrzymywało, że tak. W czasie procesu wstał i powiedział, że nie jest niepoczytalny i że wszystko pamięta. Ostatecznie został skazany na karę dożywocia za uczestniczenie we wspólnym spisku (spiskowanie z innymi nazistowskimi przywódcami w celu popełnienia przestępstw) oraz zbrodnie przeciwko pokojowi (planowanie i przygotowywanie wojny agresywnej, uczestnictwo w niemieckiej agresji przeciwko Austrii, Czechosłowacji i Polsce). Stwierdził, że niczego nie żałuje.
Tymczasem Heß przygotowywał się do swojego uwolnienia i opuszczenia więzienia. Oderwany od rzeczywistości, zajmował się układaniem swojej kariery politycznej. Formułował rozporządzenia i dyrektywy, tworzył przemówienia i proklamacje. Kształtował plany nowego porządku i prawa w powojennych Niemczech, ze sobą w roli nowego führera. Czuł się prawowitym następcą Hitlera. Żądał miejsca w więzieniu, w którym mógłby odbierać listy i dalekopisy oraz bez ograniczeń prowadzić rozmowy telefoniczne. Żądał również sali konferencyjnej i nadajnika radiowego.

### Odbywanie kary w Spandau i śmierć

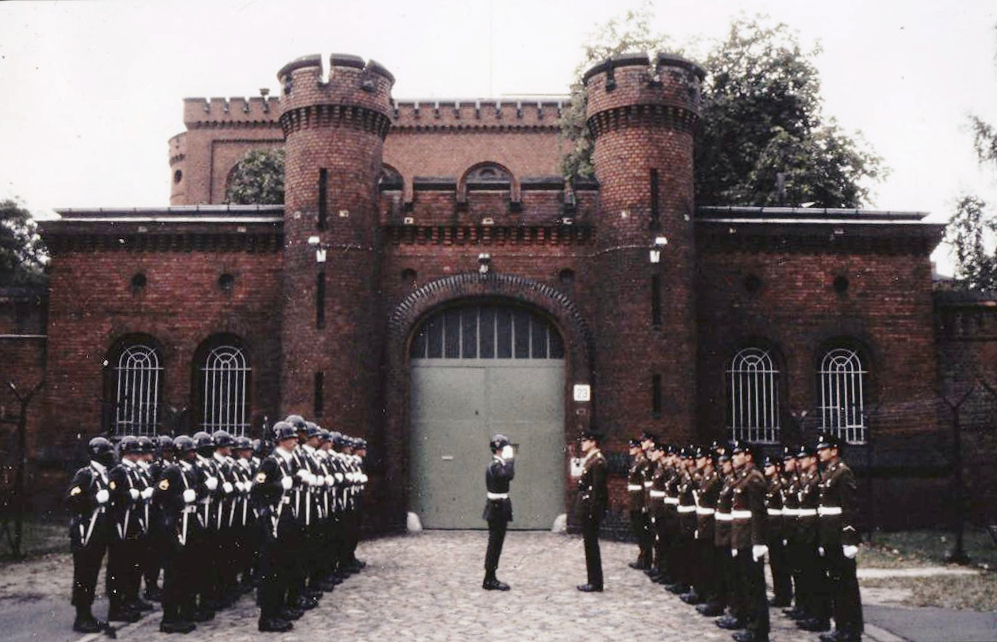
Więzienie Spandau w czasie pobytu w nim Heßa

Od 18 lipca 1947 Heß odbywał karę w więzieniu Spandau w Berlinie, gdzie spędził czterdzieści lat, z których przez ostatnich dwadzieścia jeden (po 1 października 1966) był tam jedynym więźniem, a zakład karny mógł pomieścić 600 osadzonych. Więźniom zostały nadane numery, ponieważ ich nazwiska nie były używane. Heß do końca życia został numerem siedem. Więzienie było strzeżone kolejno przez cztery zwycięskie mocarstwa (Stany Zjednoczone, Wielką Brytanię, ZSRR i Francję). Heß, „najdroższy więzień świata” cały czas obawiał się, że zostanie otruty. Dopiero w 1969 roku zgodził się zobaczyć z rodziną. Do spotkania z żoną Ilse Heß i synem Wolfem Rüdigerem doszło 24 grudnia 1969 roku na terenie brytyjskiego szpitala wojskowego, do którego został przewieziony z uwagi na swój stan zdrowia. Wielokrotnie usiłował odebrać sobie życie. ZSRR sprzeciwiał się możliwości wypuszczenia go na wolność. Z drugiej strony sam Heß nie był zainteresowany uwolnieniem z pobudek humanitarnych. Z uporem trwał przy swoich dotychczasowych pojęciach i przekonaniach, w tym wypełnianiu swych zobowiązań wobec nieżyjącego Hitlera. Niezłomnie uważał, że sprawą jego honoru było uwolnienie, ale bez uznania winy. Nie dopuszczał do siebie myśli, że Hitler był zbrodniarzem.
Heß w wieku 93 lat powiesił się na przedłużaczu elektrycznym w altance ogrodu więziennego. Na miejscu, a następnie w szpitalu była prowadzona bezskuteczna reanimacja. Heß zmarł, gdy więzieniem administrowali Brytyjczycy, co wywołało powstanie kolejnych spekulacji dotyczących zastępcy führera. Na własne życzenie został pochowany w grobie rodzinnym na cmentarzu ewangelickim w Wunsiedel, w Bawarii. W nocy z 19 na 20 lipca 2011 władze Wunsiedel zlikwidowały grób Heßa; szczątki zostały ekshumowane, skremowane, a prochy rozsypano w nieznanym miejscu, by ukrócić odbywające się przy nim wiece neonazistów. Heß nie ma grobu, tak jak nie mają go pozostali przywódcy nazistowskich Niemiec: Hitler, Göring, Himmler, Joseph Goebbels i inni.
Przeprowadzone w 2019 badania genetyczne na podstawie próbki krwi z 1982 i materiału pobranego od rodziny wykazały z 99,99% pewnością, że osoba osadzona w więzieniu Spandau była Rudolfem Hessem.

## Życie prywatne i kult

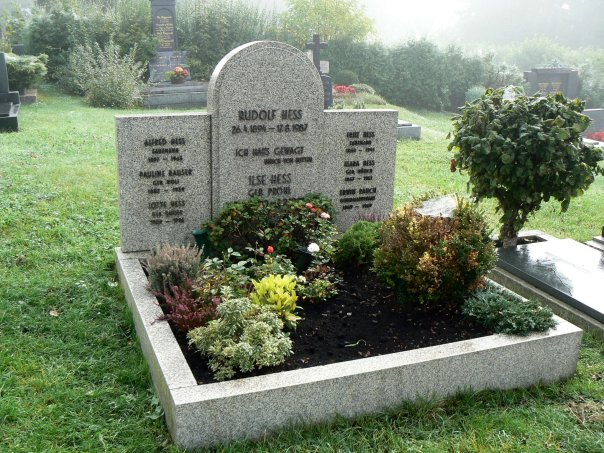
Zlikwidowany grób Heßa w Wunsiedel, 2006

W Niemczech powszechnie mówiło się o homoseksualizmie Heßa, a w otoczeniu Hitlera był znany jako Panna Hess (Fräulein Heß). Żoną Heßa została Ilse Pröhl, córka naczelnego lekarza wojskowego z Berlina. Ślub (jedynie cywilny) odbył się 20 grudnia 1927, a świadkami na ślubie byli: Hitler i Karl Haushofer. Para miała syna Wolfa Rüdigera, nazywanego „Buzem”, którego ojcem chrzestnym został Hitler.
Heß interesował się sztukami tajemnymi. Chętnie kierował się radami jasnowidzów, astrologów i okultystów. Jego zainteresowania objęły też różdżkarstwo i onejromancję. Miał przewlekłe dolegliwości żołądkowe. Był chorowity i praktykował alternatywne metody leczenia, medycynę niekonwencjonalną. Brytyjscy lekarze badający Heßa w czasie wojny określili go jako osobowość neurotyczną skupioną na punkcie swego zdrowia oraz paranoidalną typu psychopatycznego o silnych skłonnościach do hipochondrii i histerii. Był wysportowany, nie pił alkoholu i nie palił papierosów. W więzieniu Heß miał do dyspozycji książki z więziennej biblioteki oraz pozycje, które pozwolono mu zachować z czasów pobytu w Wielkiej Brytanii. Jego ulubionymi autorami byli William Szekspir, Friedrich Nietzsche i Arthur Schopenhauer. Mierzył 177 cm wzrostu. Był mówcą mało porywającym i niezdecydowanym. Był nieśmiały, jednak szczerze oddany Hitlerowi.

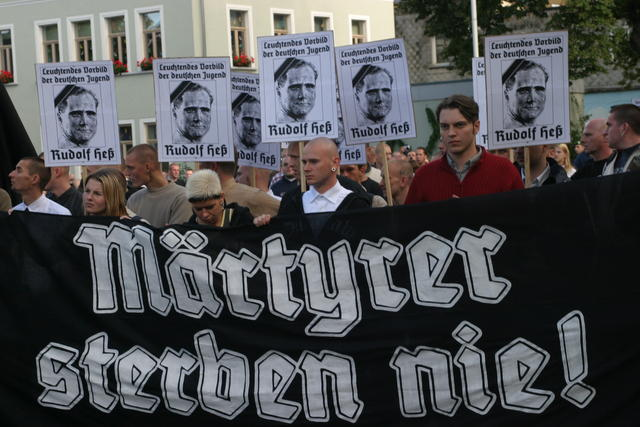
Kult Heßa

Sympatycy Heßa wielokrotnie przedstawiali go jako godną współczucia ofiarę mściwego, niemoralnego, bezprawnego sądu zwycięzców wojny. Pomijali jego winy i współpracę z Hitlerem w służbie idei uznanej za zbrodniczą. Niemieckie siły skrajne obrały go sobie jako idola, postrzegając go jako postać legendarną i tragiczną, męczennika „sprawy pokoju”, skrzywdzonego przez aliantów po tym, jak zwrócił się do nich z propozycjami pokojowymi. Po śmierci Heßa więzienie Spandau zostało w całości zburzone, aby nie stanowiło ono celu pielgrzymek. Jego sympatycy w Niemczech organizują publiczne marsze dla uczczenia różnych rocznic z jego życiorysu. Sam Heß powiedział swojemu synowi, że uważa skinheadów za „fanfaronów i idiotów”.
Heß został upamiętniony w utworze pod tytułem „Rudolf Hess” zespołu Honor na płycie „Cena Idei” z 1992 oraz piosence „Rudolf Heß” zespołu Landser.